# Lindsay Wagner

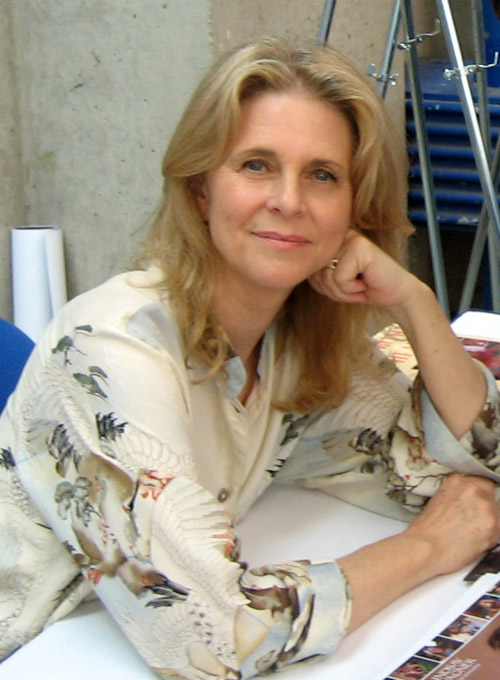
Lindsay Wagner, 2008.

Lindsay Wagner, född 22 juni 1949 i Los Angeles, Kalifornien, är en amerikansk skådespelerska, mest känd från TV-serien The Bionic Woman (1976–1977), för vilken hon belönades med en Emmy Award 1976. Hon har även medverkat i ett stort antal andra TV-produktioner och även i ett antal biofilmer.
Hon är vegetarian och har bland annat skrivit den vegetariska kokboken The High Road to Health (1990).

## Filmografi
- 1989 – Hjärtats röst (TV-film)